# Tesouro da Catedral de São Vito

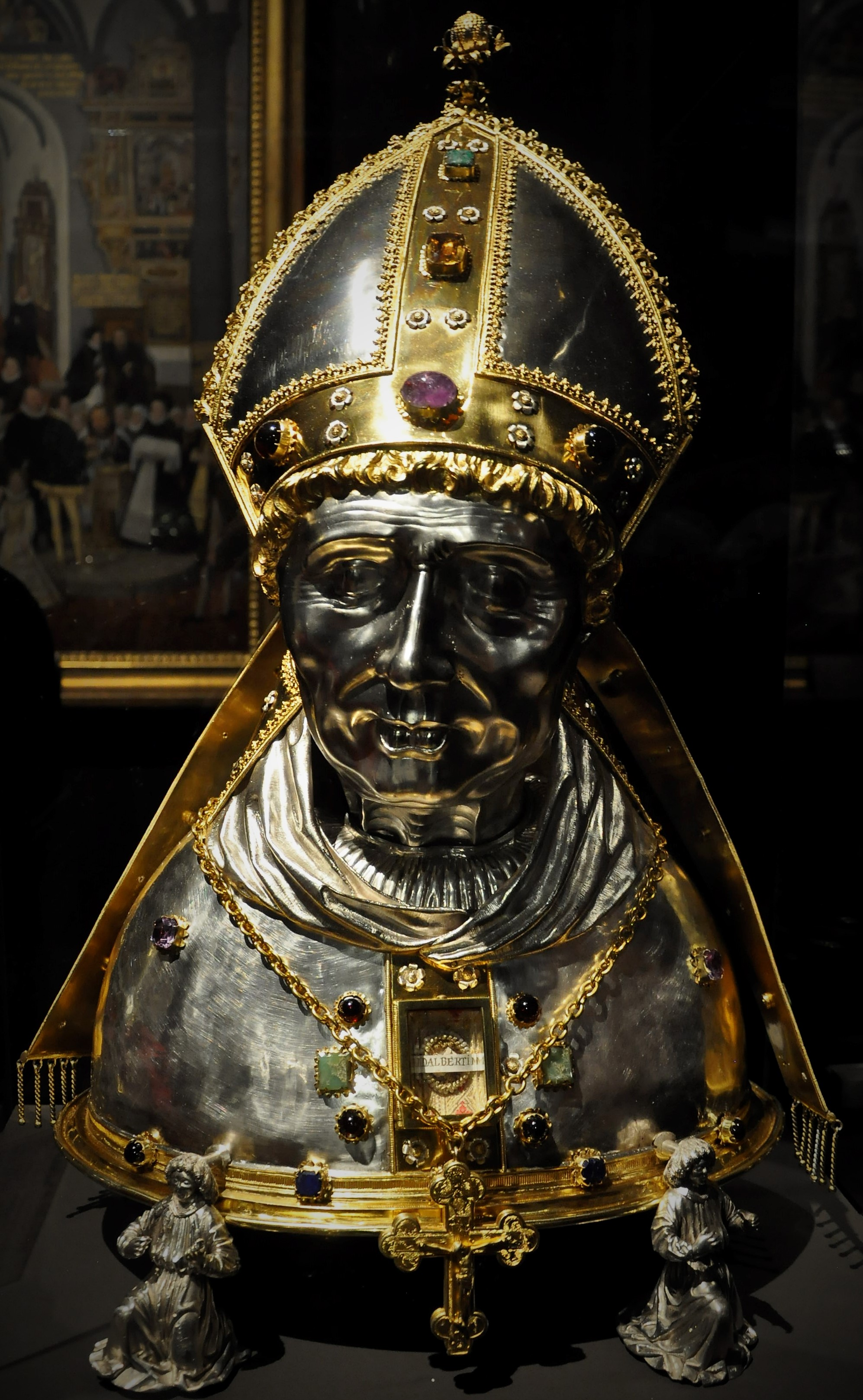
Busto relicário de Santo Adalberto de Praga, c. 1500

O Tesouro da Catedral de São Vito ( em tcheco/checo:  Svatovítský poklad ) é uma coleção de tesouros eclesiásticos da Catedral de Praga e está na propriedade do Capítulo da Catedral de Praga.  É o maior tesouro da Igreja na República Checa e um dos mais extensos da Europa.  O Tesouro contém mais de 400 itens, 139 deles foram exibidos desde 2012 em uma nova exposição na Capela da Santa Cruz no Castelo de Praga. 
O Tesouro inclui muitas relíquias e relicários sagrados. Famosas são a Espada de São Venceslau ou Cruz da Coroação da Boêmia. Um dos itens mais antigos do Tesouro é uma relíquia do braço de São Vito, adquirido pelo duque tcheco Venceslau (Santo) em 929 do rei alemão Henrique, o Passarinheiro. O Duque Venceslau construiu uma nova igreja para preservar esta relíquia em homenagem a São Vito – hoje Catedral de São Vito. A Catedral e seu tesouro foram ricamente doados por muitos governantes, por exemplo, pelo imperador Carlos IV ou pelo rei Vladislau II. 

## Galeria

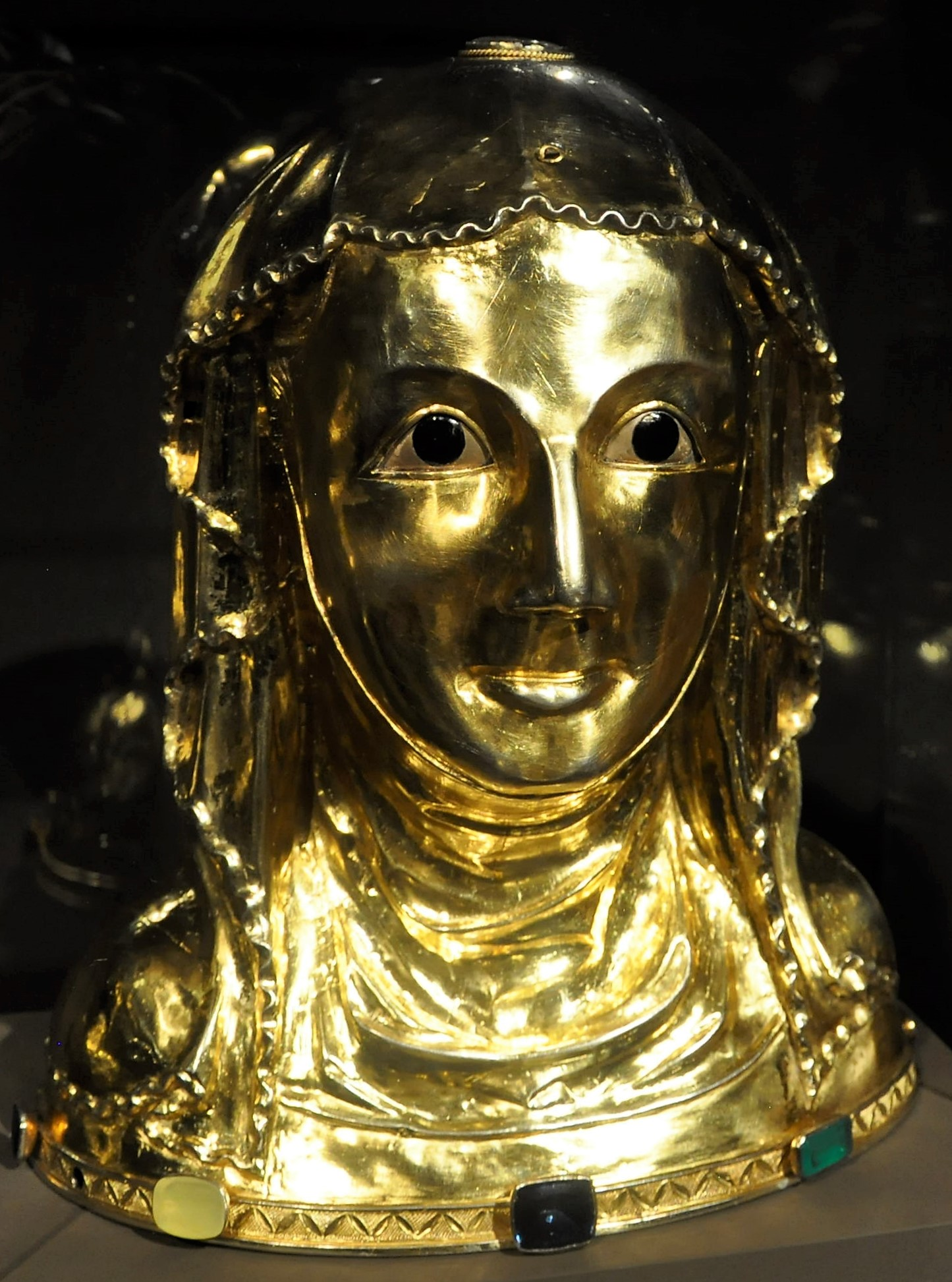
Busto Relicário de Santa Ludmila, século XIV
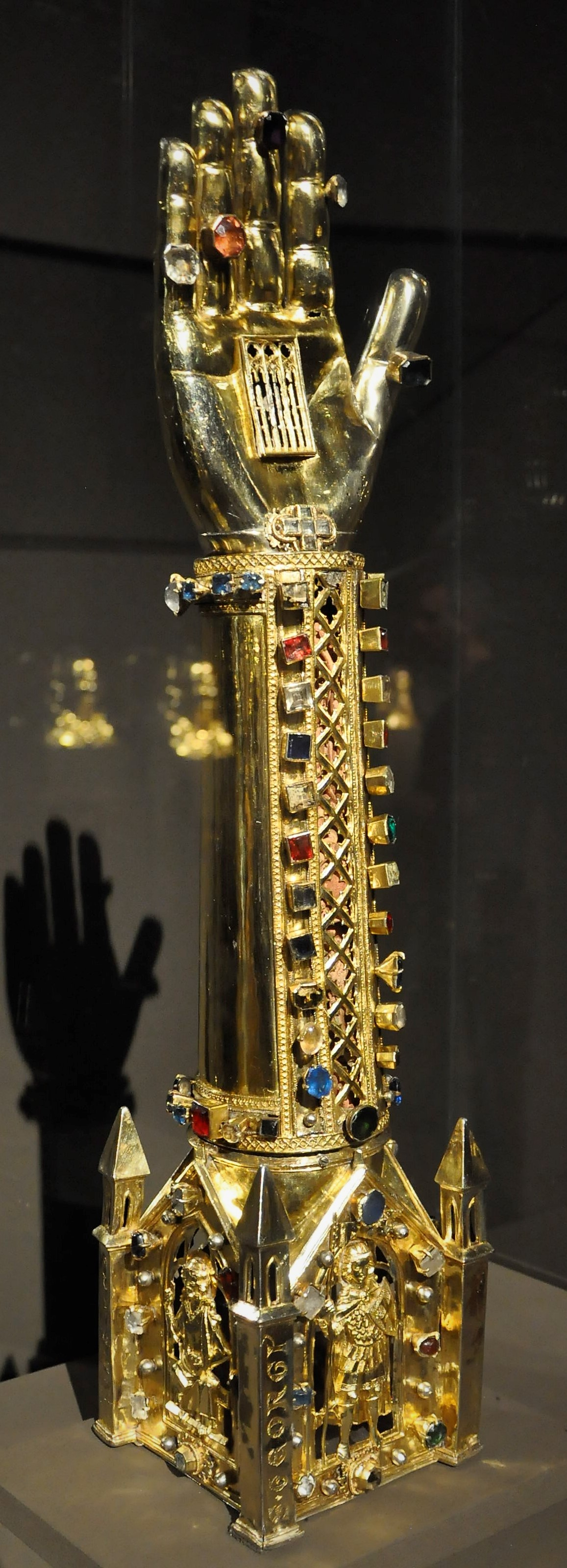
Braço Relicário de São Jorge, final do século XIII
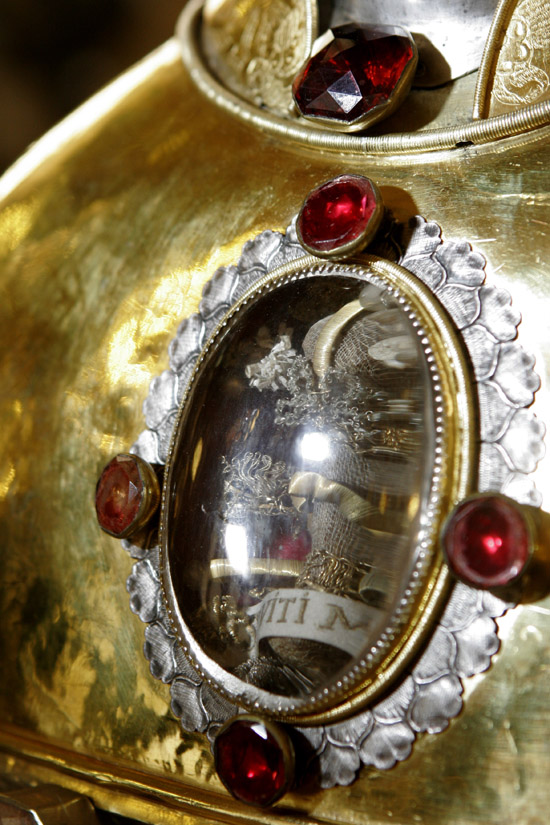
Detalhe do Relicário de São Vito, final do século XV
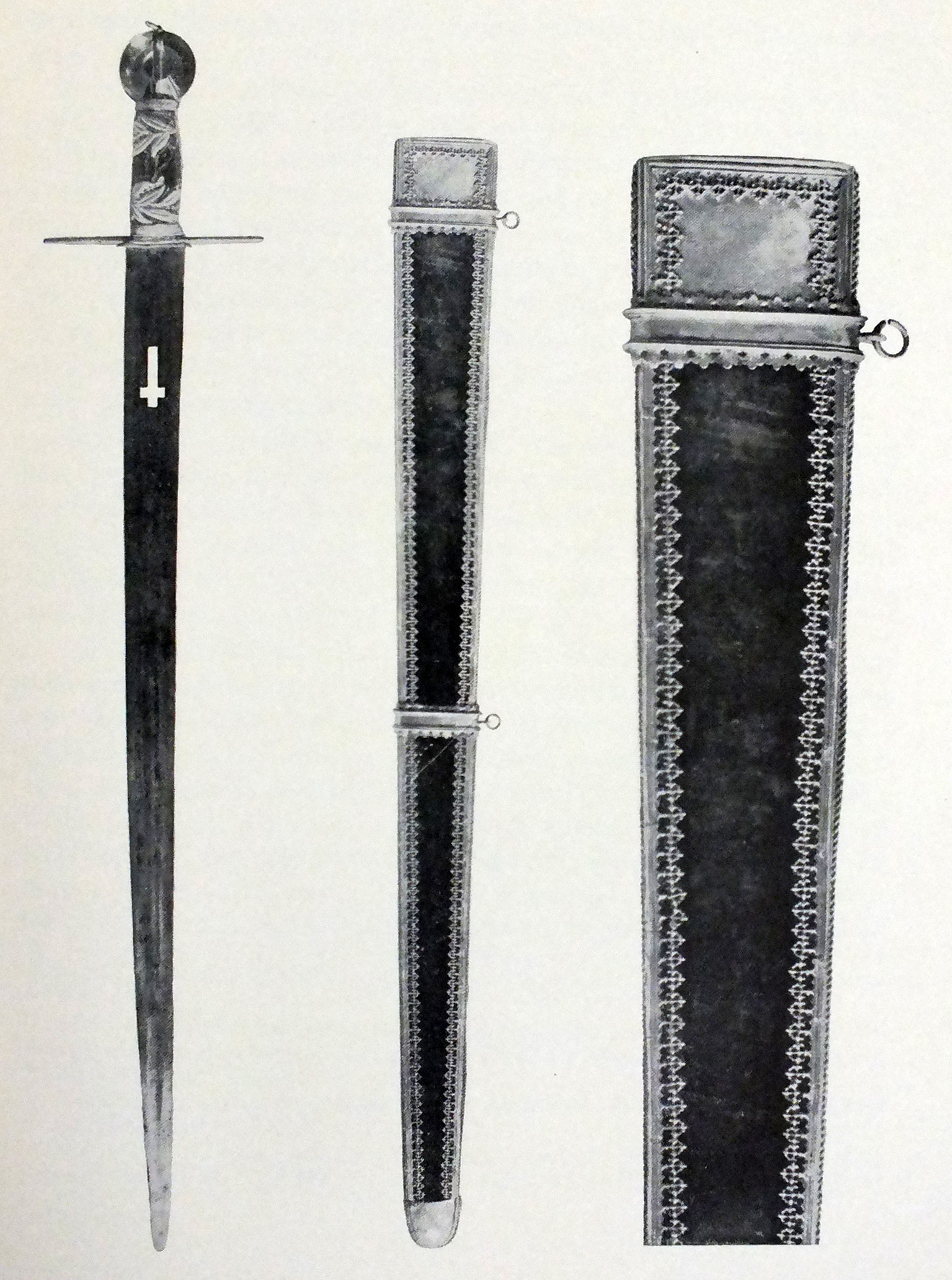
Espada de São Venceslau, século X
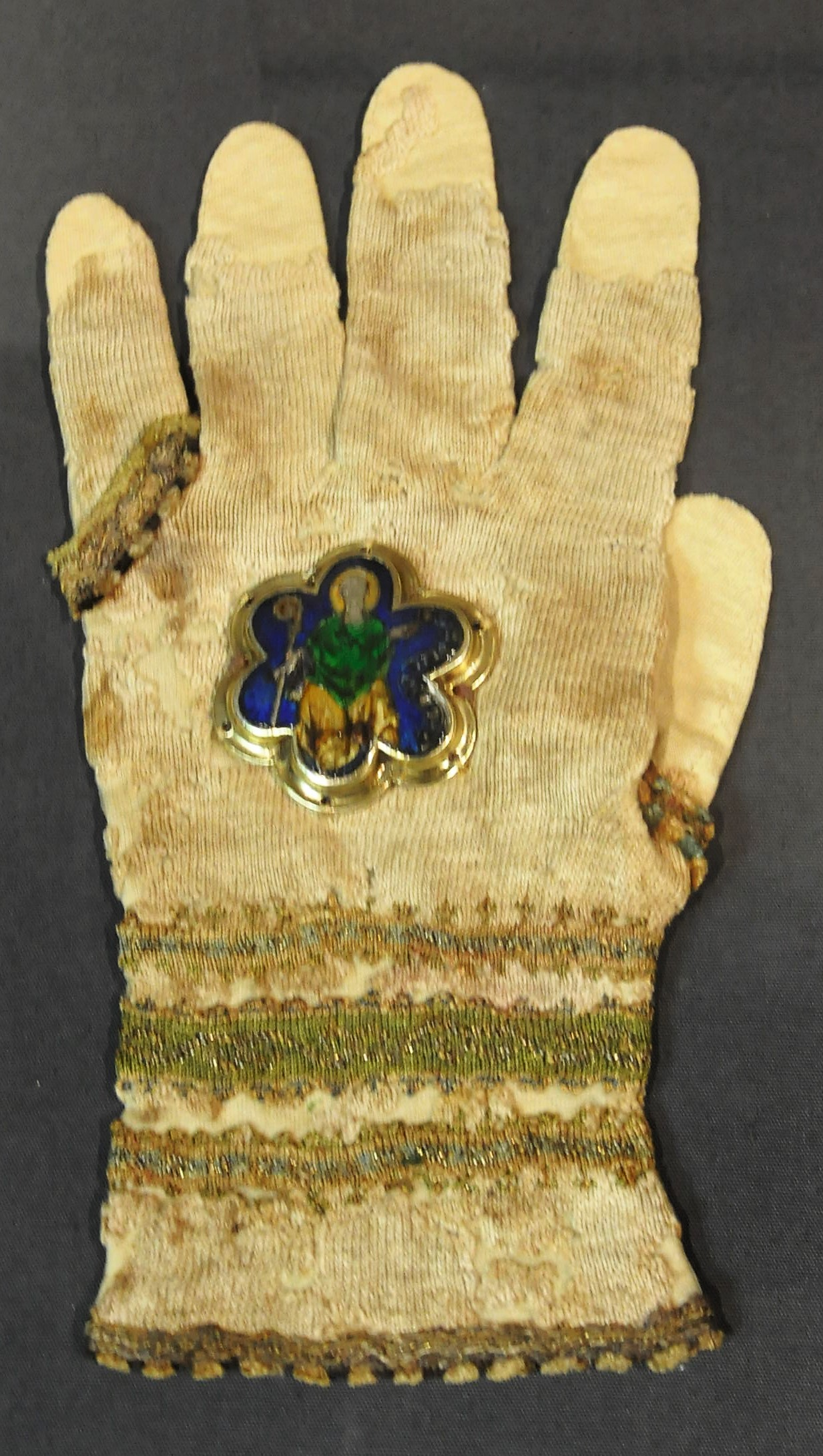
Luva de São Adalberto, século XII-XIV